# Chironex indrasaksajiae
Chironex indrasaksajiae Sucharitakul, 2017, conosciuta in Tailandia come Mangkaprun Klong, Mangkaprun Sarhai o Sarong, è una specie di cnidari cubozoi della famiglia Chirodropidae che vive nelle acque costiere del golfo del Siam settentrionale e orientale.

## Tassonomia
C. indrasaksajiae prende il nome da una principessa tailandese, Indrasakdi Sachi. La specie è stata distinta dalle altre specie utilizzando sia tecniche morfologiche che molecolari, confrontandola ad altre cubomeduse pescate nel golfo del Siam.

## Descrizione
La medusa ha un'esombrella liscia e un'altezza massima della campana di 170 mm. La maggior parte delle caratteristiche morfologiche della specie sono simili al suo congenere, come i sacchetti gastrici a forma di cresta di gallo, i lembi perradiali lisci e di forma triangolare con un singolo frenulo su ciascun lato della campana e l'ostium della nicchia ropaliale a forma di cupola. La medusa porta fino a 12 tentacoli per pedalium su ciascun angolo della campana cubica. La specie si distingue dagli altri Chironex per il canale del pedalium a forma di bulbo; nella C. yamaguchii il canale è a forma di vulcano, mentre somiglia a un corno che punta verso l'alto nella C. fleckeri.

## Distribuzione e habitat
La maggior parte delle meduse Chironex in Tailandia sono state trovate a settentrione dell'equatore, fra i paralleli 7,5°N e 12°N,  nella parte nord ed est del golfo del Siam.

## Pericolosità
Il genere Chironex è rinomato per la sua pericolosità, dovuta alla velenosità delle sue punture, che causano vittime in molti paesi come il Giappone (Okinawa), le Filippine e l'Australia. Tutti i casi mortali di punture da meduse nel golfo del Siam si sono verificati nell'area in cui si trovano le cubomeduse del genere Chironex.